# Тартролон
Тартролоны — группа борсодержащих антибиотиков, обнаруженных в 1994 году из культурального бульона миксобактерии Sorangium cellulosum . Были идентифицированы два варианта тартролонов — А и Б. Тартролон Б содержит атом бора, а тартролон А — нет.

## Открытие
В исследовании, опубликованном в 1994 году, продуцирующий организм, штамм Sorangium cellulosum So ce 678, был выделен группой немецких учёных (Дитмар Шуммер, Герберт Ирщик, Ханс Райхенбах, Герхард Хефле) из образца почвы, собранного близ Брауншвейга в 1990 году. Синтез был достигнут путём ферментации в присутствии адсорбирующей смолы XAD-16.
Эти результаты были подтверждены последующим исследованием, проведённым в 1995 году.
Чтобы выделить большее количество тартролонов для исследовательских целей или потенциального применения в медицине, штамм культивировали в биореакторе при определённых условиях. Культивирование начинали с инокулята, выращенного в колбах Эрленмейера при встряхивании при температуре 30 °C со скоростью аэрации 0,15 м3 воздуха в час и скоростью перемешивания 150 об/мин.

## Лабораторный синтез
На синтез и регуляцию тартролонов влияет наличие или отсутствие стеклянных колб во время культивирования или добавление тетрабората натрия в питательную среду. При отсутствии воздействия стекла или добавок тетрабората натрия в основном производится тартролон А; в противном случае основным продуктом становится тартролон В.

## Биологические свойства
Тартролоны ингибируют грамположительные бактерии аналогично другим родственным борсодержащим антибиотикам, таким как боромицин и аплазмомицин, поскольку их участки связывания с бором идентичны. Тартролоны также проявляют токсичность по отношению к культурам клеток млекопитающих.

## Возможные применения
Антимикробные свойства тартролонов указывают на то, что они могут быть исследованы в качестве антибиотиков для борьбы с бактериальными инфекциями. Однако пока не установлена эффективность, безопасность, механизм действия и другие потенциальные области применения тартролонов в медицине. Также не ясно обладают ли тартролоны селективностью по отношению к ферментам или вмешательством в доставку энергии и целостность мембран бактерий. Также неизвестно, выполняют ли тартролоны какие-либо биологические функции, помимо их антибиотической активности в природе.
Одним из потенциальных применений тартролонов является изучение таких видов, как Listeria monocytogenes. Listeria monocytogenes — это бактерия, которая может вызывать инфекционное заболевание, известное как листериоз. Он считается патогеном пищевого происхождения и представляет значительный риск для здоровья человека. Листериоз в первую очередь поражает людей с ослабленной иммунной системой, беременных женщин, новорождённых и пожилых людей. Listeria monocytogenes, как бактерия, присутствует в различных местах обитания, где встречаются тартролоны. Таким образом, важно изучить потенциальное применение тартролонов для подавления Listeria monocytogenes или других родственных патогенов. Антимикробные свойства, проявляемые тартролоном В, и его индукция локуса timABR, который способствует устойчивости к тартролонам у Listeria monocytogenes, свидетельствуют об их потенциальной антибактериальной активности. Однако потребуются дополнительные исследования для определения конкретной эффективности и механизмов, задействованных в борьбе с Listeria monocytogenes с помощью тартролонов. Изучение тартролонов может пролить свет на то, как патогены, такие как листерии, адаптируются к разнообразным средам обитания и выживают в своих экологических нишах, несмотря на присутствие антимикробных соединений, продуцируемых другими микроорганизмами. Понимание этих механизмов могло бы помочь в разработке стратегий контроля или профилактики инфекций, вызываемых листериями или родственными патогенами. Помимо применения в медицине, изучение взаимодействия между Listeria monocytogenes и tartrolons может выявить более широкую экологическую динамику между бактериями в естественных резервуарах, таких как почва и морская среда, где сосуществуют как патогенные, так и непатогенные виды бактерий. Эти знания могут способствовать пониманию микробной экологии и могут помочь в разработке мероприятий по управлению популяциями бактерий в сельском хозяйстве или на предприятиях по производству пищевых продуктов, где возможно заражение листериями.